# Anopina
Anopina é um gênero de mariposas pertencentes à subfamília Tortricinae da família Tortricidae.

## Espécies
- Anopina ainslieana (Obraztsov, 1962)
- Anopina albomaculana (Brown & Powell, 2000)
- Anopina albominima (Brown & Powell, 2000)
- Anopina anotera (Walsingham, 1914)
- Anopina apicalis (Brown & Powell, 2000)
- Anopina arizonana (Walsingham, 1884)
- Anopina asaphes (Walsingham, 1914)
- Anopina asuturana (Brown & Powell, 2000)
- Anopina bicolor (Brown & Powell, 2000)
- Anopina bifurcatana (Brown & Powell, 2000)
- Anopina bloomfieldana (Brown & Powell, 2000)
- Anopina bonagotoides (Brown & Powell, 2000)
- Anopina chelatana (Brown & Powell, 2000)
- Anopina chemsaki (Brown & Powell, 2000)
- Anopina chipinquensis (Brown & Powell, 2000)
- Anopina chiricahuae (Brown & Powell, 2000)
- Anopina circumtila (Brown & Powell, 2000)
- Anopina condata (Brown & Powell, 2000)
- Anopina confusa (Obraztsov, 1962)
- Anopina dentata (Brown & Powell, 2000)
- Anopina desmatana (Walsingham, 1914)
- Anopina durangoensis (Brown & Powell, 2000)
- Anopina ednana (Kearfott, 1907)
- Anopina eleonora (Obraztsov, 1962)
- Anopina glossana (Brown & Powell, 2000)
- Anopina gnathodentana (Brown & Powell, 2000)
- Anopina griseana (Brown & Powell, 2000)
- Anopina guatemalana (Brown & Powell, 2000)
- Anopina guerrerana (Obraztsov, 1962)
- Anopina hermana (Brown & Powell, 2000)
- Anopina hilasma (Walsingham, 1914)
- Anopina impotana (Brown & Powell, 2000)
- Anopina incana (Walsingham, 1914)
- Anopina internacionana (Brown & Powell, 2000)
- Anopina iturbidensis (Brown & Powell, 2000)
- Anopina macartyana (Brown & Powell, 2000)
- Anopina macrospinana (Brown & Powell, 2000)
- Anopina manantlana (Brown & Powell, 2000)
- Anopina meredithi (Brown & Powell, 2000)
- Anopina metlec (Brown & Powell, 2000)
- Anopina minas (Brown & Powell, 2000)
- Anopina parasema (Walsingham, 1914)
- Anopina perplexa (Brown & Powell, 2000)
- Anopina phaeopina (Brown & Powell, 2000)
- Anopina pinana (Brown & Powell, 2000)
- Anopina potosiensis (Brown & Powell, 2000)
- Anopina praecisana (Walsingham, 1914)
- Anopina psaeroptera (Razowski & Becker, 1986)
- Anopina pseudominas (Brown & Powell, 2000)
- Anopina pseudotilia (Brown & Powell, 2000)
- Anopina quadritiliana (Brown & Powell, 2000)
- Anopina revolcaderos (Brown & Powell, 2000)
- Anopina rusiasana (Brown & Powell, 2000)
- Anopina sacculapinana (Brown & Powell, 2000)
- Anopina salvadorana (Brown & Powell, 2000)
- Anopina scintillans (Walsingham, 1914)
- Anopina silvertonana (Obraztsov, 1962)
- Anopina soltera (Brown & Powell, 2000)
- Anopina transtiliana (Brown & Powell, 2000)
- Anopina triangulana (Kearfott, 1908)
- Anopina undata (Walsingham, 1914)
- Anopina unicana (Brown & Powell, 2000)
- Anopina volcana (Brown & Powell, 2000)
- Anopina wellingi (Brown & Powell, 2000)
- Anopina wrighti (Brown & Powell, 2000)
- Anopina xicotepeca (Razowski & Brown, 2004)
- Anopina yecorana (Brown & Powell, 2000)
- Anopina yolox (Brown & Powell, 2000)